# Dietrich Barfurth

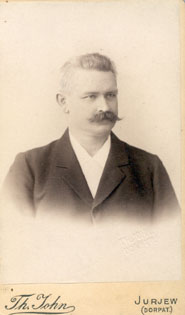
Dietrich Barfurth

Karl Dietrich Gerhard Barfurth (* 25. Januar 1849 in Dinslaken; † 23. März 1927 in Rostock) war ein deutscher Mediziner, Anatom, Mathematiker und zweimaliger Rektor der Universität Rostock.

## Leben
Dietrich Barfurth wurde als Sohn des gleichnamigen Webers Dietrich Barfurth geboren. Er immatrikulierte sich 1871 an der Georg-August-Universität Göttingen und studierte Naturwissenschaften und Mathematik, welches er 1874 mit der Promotion und 1875 mit dem Staatsexamen absolvierte. Nach dem Studium lehrte Barfurth als Oberlehrer am Gymnasium in Köln, bevor er 1879 ein Medizinstudium an der Rheinischen Friedrich-Wilhelms-Universität Bonn aufnahm. 1882 wurde er zum Doktor der Medizin promoviert. Im gleichen Jahr absolvierte Barfurth das medizinische Staatsexamen und wurde 1883 in der Anatomie habilitiert. Ab 1888 war Barfurth Prosektor am Anatomischen Institut der Universität Göttingen bei Friedrich Merkel. 1889 nahm er eine Professur für vergleichende Anatomie, Histologie und Embryologie an der Universität Dorpat an. Im Jahr 1896 wurde Dietrich Barfurth in der Nachfolge von Albert von Brunn als Professor für Anatomie und Direktor der Anatomischen Anstalt an die Universität Rostock berufen, wo er bis zu seiner Emeritierung 1921 blieb.
Neben der Funktion als Direktor der Anatomischen Anstalt, wurde Dietrich Barfurth in den Jahren 1902 und 1917 zum Rektor der Universität Rostock gewählt. Sein Wirken prägte nicht nur die Anatomie in Rostock mit, sondern seine Arbeiten Regeneration und Transplantation (1917) und Methoden zur Erforschung der Regeneration bei Tieren (1920) das Gebiet der Entwicklungsmechanik. 1904 wurde er zum korrespondierenden Mitglied der Göttinger Akademie der Wissenschaften gewählt. Als Anerkennung für seine wissenschaftlichen Verdienste wurde Barfurth 1926 in die Deutsche Akademie der Naturforscher Leopoldina aufgenommen.
Während seines Studiums wurde er 1871 Mitglied der Burschenschaft Brunsviga in Göttingen, deren Ehrenmitglied er 1890 wurde; auch wurde er Mitglied der Burschenschaft Alemannia Bonn (1882) und der Burschenschaft Obotritia Rostock (1919).